# Đau ngực ở trẻ em
Đau ngực ở trẻ em là cảm giác đau ở ngực ở trẻ sơ sinh, trẻ em và thanh thiếu niên. Trong hầu hết các trường hợp, cơn đau này không liên quan đến tim. Nó chủ yếu được xác định bằng cách quan sát hoặc báo cáo về sự đau đớn của trẻ sơ sinh, trẻ em hoặc thanh thiếu niên bằng các báo cáo về sự căng thẳng của cha mẹ hoặc người chăm sóc. Đau ngực không phải là hiếm ở trẻ em. Nhiều trẻ em được đưa đến các phòng khám xe cứu thương, khoa cấp cứu và bệnh viện và phòng khám tim mạch. Thông thường có một nguyên nhân lành tính gây đau cho hầu hết trẻ em. Một số có tình trạng nghiêm trọng và có thể đe dọa tính mạng. Đau ngực ở bệnh nhân nhi đòi hỏi phải kiểm tra thể chất cẩn thận và tiền sử chi tiết có thể chỉ ra khả năng gây ra bệnh nghiêm trọng. Các nghiên cứu về đau ngực ở trẻ em là rất thưa thớt. Rất khó để tạo ra các hướng dẫn dựa trên bằng chứng để đánh giá.

## Chẩn đoán phân biệt
Đau ngực ở trẻ em thường được đánh giá trong các khoa cấp cứu. Nó có thể gây đau khổ cho cha mẹ và trẻ em. Đau ngực ở trẻ em khác với đau ngực ở người lớn vì nó thường không liên quan đến tim. Các nguyên nhân gây đau ngực ở trẻ em khác nhau tùy theo cơ quan hoặc mô ở trẻ. mà sinh ra nỗi đau. Nói chung, đau cơ xương, bao gồm viêm sụn sườn, là lý do cho các chuyến thăm khoa cấp cứu. Đau ở ngực nhưng là do viêm cơ xương hoặc không rõ nguyên nhân và chiếm 7% và 69% lượt khám. Đau cơ xương được mô tả và định nghĩa khác nhau như một chẩn đoán loại trừ hoặc được ghi nhận là có liên quan đến các nguyên nhân vô căn. Hen suyễn và các triệu chứng hô hấp khác là biểu hiện phổ biến thứ hai. Các nguyên nhân liên quan đến hô hấp bao gồm 13% đến 24% các triệu chứng đau ngực ở trẻ em. Các triệu chứng tiêu hóa và tâm sinh lý được báo cáo bởi cha mẹ và bệnh nhân chiếm không quá 10% thời gian. Nguyên nhân liên quan đến tim của đau ngực ở trẻ em là không thường xuyên và được xác định chiếm không quá 5% thời gian. Nguyên nhân không xác định, được ước tính chiếm từ 20% đến 61% chẩn đoán cuối cùng được đưa ra. Bệnh nhân nhận được chẩn đoán bệnh tim có nhiều khả năng bị đau cấp tính. Cơn đau này thường đánh thức họ khỏi giấc ngủ hoặc bị sốt hoặc quan sát bất thường được tìm thấy trong khi kiểm tra thể chất. Chấn thương cũng có thể là một nguyên nhân gây đau ngực và đã được tìm thấy có liên quan đến cơn đau ở 5% bệnh nhân.
Trẻ em có thể bị đau ngực có thể khởi phát đột ngột liên quan đến hoạt động thể chất mạnh mẽ và ho. Những triệu chứng này dường như có liên quan chặt chẽ với bệnh hen suyễn. Nhiễm trùng Haemophilusenzae có thể gây đau ngực.